# Danh sách thị trưởng Paris

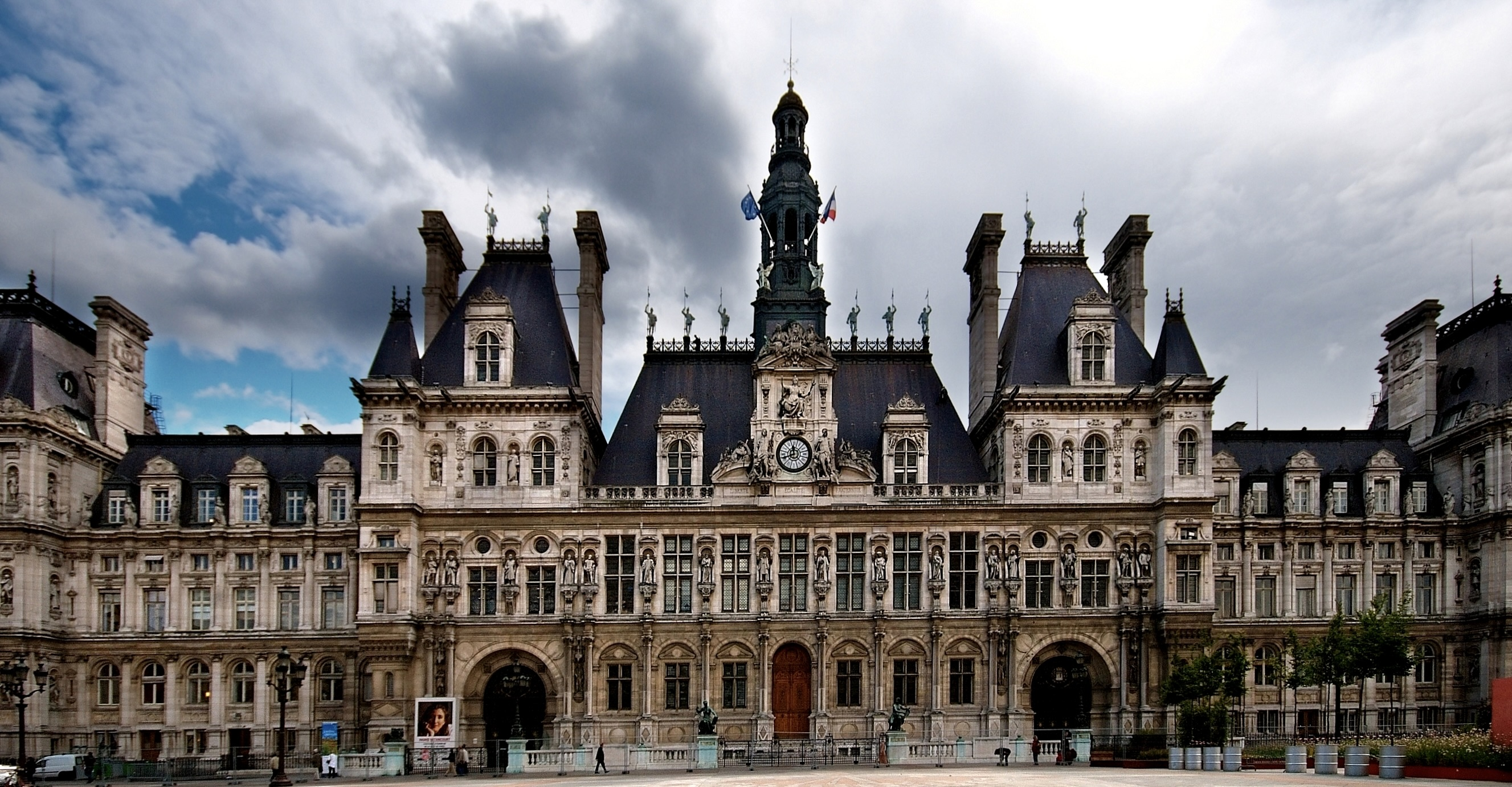
Tòa thị chính Paris

Từ thế kỷ 13, thành phố Paris đã có chức vụ « prévôt des marchands », chủ tịch hội đồng thành phố. Nhưng phải đến thời kỳ Cách mạng Pháp, ngày 15 tháng 7 năm 1789, nhà toán học Jean Sylvain Bailly mới trở thành thị trưởng (maire) đầu tiên. Tiếp đó, do các lý do hành chính, lịch sử, có những giai đoạn thành phố Paris không có thị trưởng. Tới năm 1977, chính phủ chấp nhận một hội đồng thị thành phố độc lập và Jacques Chirac trở thành thị trưởng đầu tiên kể từ sau năm 1871.

## Danh sách
| Chân dung                                   | Thị trưởng                    | Nhiệm kỳ             | Nhiệm kỳ             | Nhiệm kỳ             | Ghi chú                               |
| ------------------------------------------- | ----------------------------- | -------------------- | -------------------- | -------------------- | ------------------------------------- |
|                                             | Jean Sylvain Bailly           | 15 tháng 7 năm 1789  | —                    | 18 tháng 11 năm 1791 | Trúng cử                              |
|                                             | Jérôme Pétion                 | 18 tháng 11 năm 1791 | —                    | 15 tháng 10 năm 1792 | Trúng cử                              |
|                                             | Philibert Borie               | 7 tháng 7 năm 1792   | —                    | 13 tháng 7 năm 1792  | Tạm quyền                             |
|                                             | René Boucher                  | 15 tháng 10 năm 1792 | —                    | 2 tháng 12 năm 1792  | Tạm quyền                             |
|                                             | Henri Lefèvre d'Ormesson      | 21 tháng 11 năm 1792 | 21 tháng 11 năm 1792 | 21 tháng 11 năm 1792 | Trúng cử nhưng từ chối                |
|                                             | Nicolas Chambon               | 1 tháng 12 năm 1792  | —                    | 4 tháng 2 năm 1793   | Trúng cử                              |
|                                             | Jean Nicolas Pache            | 14 tháng 2 năm 1793  | —                    | 10 tháng 5 năm 1794  | Trúng cử                              |
|                                             | Jean-Baptiste Fleuriot-Lescot | 10 tháng 5 năm 1794  | —                    | 28 tháng 7 năm 1794  | Chỉ định, tử hình 28 tháng 7 năm 1794 |
| Từ 1794 đến 1848, Paris không có thị trưởng |                               |                      |                      |                      |                                       |
|                                             | Louis-Antoine Garnier-Pages   | 24 tháng 2 năm 1848  | —                    | 5 tháng 3 năm 1848   | Chỉ định                              |
|                                             | Armand Marrast                | 9 tháng 3 năm 1848   | —                    | 19 tháng 7 năm 1848  | Chỉ định                              |
| Từ 1848 đến 1870, Paris không có thị trưởng |                               |                      |                      |                      |                                       |
|                                             | Étienne Arago                 | 4 tháng 9 năm 1870   | —                    | 15 tháng 11 năm 1870 | Chỉ định                              |
|                                             | Jules Ferry                   | 15 tháng 11 năm 1870 | —                    | 5 tháng 6 năm 1871   | Chỉ định                              |
| Từ 1871 đến 1977, Paris không có thị trưởng |                               |                      |                      |                      |                                       |
|                                             | Jacques Chirac                | 20 tháng 3 năm 1977  | —                    | 16 tháng 5 năm 1995  | Trúng cử                              |
|                                             | Jean Tiberi                   | 22 tháng 5 năm 1995  | —                    | 24 tháng 3 năm 2001  | Trúng cử                              |
|                                             | Bertrand Delanoë              | 25 tháng 3 năm 2001  | —                    | 5 tháng 4 năm 2014   | Trúng cử                              |
|                                             | Anne Hidalgo                  | 5 tháng 4 năm 2014   | —                    | đương nhiệm          | Trúng cử                              |